# Prat, Côtes-d'Armor
Prat är en kommun i departementet Côtes-d'Armor i regionen Bretagne i nordvästra Frankrike. Kommunen ligger i kantonen La Roche-Derrien som tillhör arrondissementet Lannion. År 2022 hade Prat 1 090 invånare.

## Befolkningsutveckling
Antalet invånare i kommunen Prat
Referens:INSEE